# Passzívfürdő
A passzívfürdő egy meleg szubkultúrában használatos[forrás?] eufemizmus, az anális szexet megelőzően a passzív fél végbelének megtisztítását jelenti.

## Célja

### Esztétikai
Bár az emésztőrendszer normális működése esetén nem tárolódik széklet a végbélben, egy esetleges hasmenés, vagy akár az utolsó ürítéskor ürített széklet nemkívánatos állaga folytán nyomokban mégis visszamaradhat az emésztés végterméke, így anális érintkezés esetén megjelenésével, kellemetlen szagával kényelmetlenséget, a szexuális vágy azonnali és drámai esését okozhatja. Emiatt óvszer használata esetén is javasolt a passzívfürdő végrehajtása.

### Higiéniai
Bár az egészséges ember székletében található baktériumok nem okoznak fertőzést,[forrás?] mégis javasolt a végbél kiöblítése, hiszen bármelyik partner betegsége esetén a végbél, illetve a behatoló hímvessző legapróbb hámsérülése esetén is fennáll a fertőzés veszélye. Fontos megjegyezni, hogy a passzívfürdő nem jelent elégséges védelmet a nemi úton terjedő betegségekkel szemben, így anális szex során javasolt, ismeretlen partner esetében pedig   hangsúlyozottan javasolt az óvszer használata!

## Végrehajtása
A közösülésben passzív félként részt vevő egyén zuhanyzás után a zuhanyrózsát letekerve megfelelő erősségű és hőmérsékletű vízsugarat hoz létre, majd a csövet a végbélhez közelíti. A vízsugár nyomása hatására víz hatol a végbélbe, mely elvégzi annak megtisztítását. Az ezt követő teendő csupán a folyadék WC-n való eltávolítása. Az öblítési folyamat addig ismételhető, míg a távozó folyadék víztiszta nem lesz.
A passzívfürdőt - intimitása miatt - végezheti a passzív fél önállóan, vagy az aktív féllel együtt az előjáték részeként.